# Anna Sartory
Anna Sartory (* 16. April 1882 in Oberriet; † 9. August 1976 in St. Gallen) war eine Schweizer Schriftstellerin und Redaktorin.

## Leben und Werk
Anna Sartory war die Tochter des Heinrich Emil Sartory und der Maria Anna Elisabeth geborene Stoffel. Sie besuchte die Katholische Mädchenrealschule in St. Fiden, arbeitete von 1898 bis 1907 als Büroangestellte und erhielt im Jahr 1910 das Diplom für das Höhere Lehramt in Freiburg. Von 1910 bis 1912 war sie als Verbandssekretärin und ab 1913 als Redaktorin der vom Schweizerischen Katholischen Frauenbund neu herausgegebenen Zeitschrift «Katholische Schweizerin» tätig. Seit 1923 war sie Herausgeberin und Redaktorin der katholischen Zeitschrift «Frauenland» und von 1930 bis 1940 auch Mitarbeiterin der in Freiburg erscheinenden «Kanisius-Stimmen».
In ihrem literarischen Werk stellte Anna Sartory vor allem Lebensläufe historischer Frauen dar.

## Werke
- Katharina von Alexandrien. Schauspiel in 5 Akten, 1905
- Judith, die Heldin von Bethulia. Drama in vier Akten, 1907
- Maria Lichtmess, 1908
- Opferflammen. Schauspiel in vier Akten, 1912
- Wiborada. Gedenkspiel in fünf Bildern zur Tausendjahrfeier ihres Todes (926), 1926
- Das Werk einer Frau: Erinnerungen an Gräfin M. Th. Ledóchowska. Rückblick auf die Entstehung ihres Werkes, die St. Petrus Claver-Sodalität, und der Anteil der Schweiz an demselben, zum Silberjubiläum der schweizerischen Zentralstelle Zug, 1930